# Ediție Specială
Ediție Specială este un ziar regional din Craiova, Oltenia, România, înființat în 2001.
Este deținut de omul de afaceri Adrian Mititelu.
În iulie 2011 ziarul și-a încetat apariția tipărită.